# The Innocence Mission

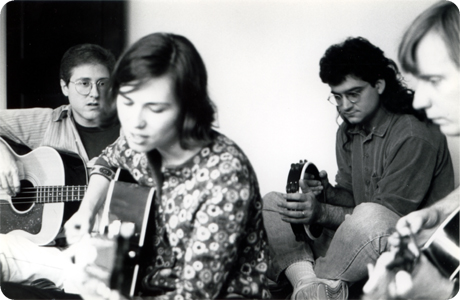
The Innocence Mission in 1995

The Innocence Mission is een band uit Lancaster, Pennsylvania in de Verenigde Staten van Amerika.
De band werd opgericht toen de leden elkaar ontmoetten tijdens de productie van de musical Godspell op hun katholieke school. Hun melancholieke, vooral op de latere albums zeer verstilde muziek wordt gekenmerkt door de zachte, haast kinderlijke stem van Karen Peris en spaarzame arrangementen. Hun lied "Bright as Yellow" werd gebruikt in de soundtrack van de film Empire Records. De naam van de band heeft niets met zendingsdrang te maken, eerder met een soort opvangplaats waar je kan schuilen. Ze spelen het liefst in kleine zalen.
Don Peris heeft ook een aantal instrumentale soloprojecten uitgebracht.
Rowing on the Lakes of Kanada, een van de vele projecten uit de Sally Forth-stal, is naar een nummer van The Innocence Mission genoemd.

## Leden
- Karen Peris: zang, gitaar
- Don Peris: gitaar, zang
- Mike Bitts: basgitaar
- Steve Brown: drums

## Discografie

### Albums
- Tending the Rose Garden (1986)
- The Innocence Mission (1989)
- Umbrella (1991)
- Glow (1995)
- Birds of My Neighborhood (1999)
- Christ Is My Hope (2000, opbrengst gaat naar een goed doel)
- Small Planes (2001)
- Befriended (2003)
- Now the Day is Over (2004)
- We Walked in Song (2007)
- My Room in the Trees (2010)
- Hello I Feel the Same (2015)

### Singles
- Black Sheep Wall (1989, nummer 22 op de Amerikaanse Modern Rock Tracks chart)
- Bright As Yellow (1995)
- The Lakes Of Canada (1999)
- One For Sorrow, Two For Joy (2004)